# سورل کاراداین
سورل یوهانا کاراداین (متولد 18 ژوئن 1985) بازیگر آمریکایی است. پدر و مادر وی کیت کارادین و ساندرا ویل هستند .  
کارادین BFA خود را از دانشکده هنرهای دراماتیک USC دریافت کرد و کار خود را در سال 2005 با حضور در نمایش تلویزیونی وحشیان کامل آغاز کرد . او از آن زمان در سریال هایی مانند Marvel's Runaways ، Saving Grace و Southland و فیلم هایی مانند The Good Doctor و Nesting ظاهر شده است . 

## فیلم شناسی

### فیلم
| سال  | عنوان          | نقش     | یادداشت |
| ---- | -------------- | ------- | ------- |
| 2011 | دکتر خوب       | والری   |         |
| 2012 | تودرتو         | نیکی    |         |
| 2013 | غمگین مبارک    | آنی     |         |
| 2014 | بمان پس برو    | کانی    |         |
| 2016 | پیوندهای شکسته | پناهگاه |         |

### تلویزیون
| سال  | عنوان             | نقش            | یادداشت                                                     |
| ---- | ----------------- | -------------- | ----------------------------------------------------------- |
| 2005 | وحشی های کامل     | دانشجو         | مجموعه تلویزیونی - قسمت: "جنایات و مینی وینرها"             |
| 2008 | صرفه جویی در گریس | کارن اسمیت     | مجموعه تلویزیونی - قسمت: " یک بازمانده اینجا زندگی می کند " |
| 2009 | Merrime.com       | لیندسی         |                                                             |
| 2012 | Southland         | برندا رینی     | مجموعه تلویزیونی - قسمت: " Fallout "                        |
| 2017 | فرارهای مارول     | جوان جان استین | مجموعه تلویزیونی - قسمت: "شکست"                             |